# Hortensia (nombre)
Hortensia es un nombre propio femenino de origen latino en su variante en español. Proviene de hortus (huerta, jardín), por lo que Hortensia significa «la jardinera». El nombre se popularizó gracias a la flor denominada hortensia.

## Variantes
| Variantes en otras lenguas | Variantes en otras lenguas |
| -------------------------- | -------------------------- |
| Español                    | Hortensia                  |
| Alemán                     | Hortense                   |
| Catalán                    | Hortènsia                  |
| Checo                      | Hortenzie                  |
| Eslovaco                   | Hortenzia                  |
| Francés                    | Hortense                   |
| Holandés                   | Hortense                   |
| Húngaro                    | Hortenzia                  |
| Inglés                     | Hortense                   |
| Italiano                   | Ortensia                   |
| Latín                      | Hortensia                  |
| Polaco                     | Hortensja                  |
| Portugués                  | Hortênsia                  |
| Ruso                       | Гортензия (Gortenzija)     |
| Serbio                     | Хортензија (Hortenzija)    |
| Ucraniano                  | Гортензія (Gortenzija)     |